# Великопольские
Великопольские — древний дворянский род, выехавший из Польши, жалованный поместьями (1595).

## Происхождение и история рода
Гавриил Митрофанович и Анфиноген Куприянович упоминаются в Колыванском походе (1540), Димитрий Феодорович находился воеводою в Казанском походе (1544), а Иван Михайлович и Яков Иванович находились воеводами в Полоцком походе (1551).
Алферий Десятый Никонович служил в Великих Луках (1606). Потомство его записано в VI части родословной книги Псковской губернии. Многие из этого рода Великопольских, за недостаточностью представленных доказательств, утверждены Герольдией лишь по личным заслугам.
Лукьян Терентьевич вёрстан новичным окладом по Рязани (1628). Четыре представителя рода упоминаются в Псковской писцовой книге (1686). Анисим Гаврилович в XVII столетии владел поместьем в Можайском уезде.
Одиннадцать представителей рода владели населёнными имениями (1699).
До начала XX века дворяне Великопольские проживали в городе Таре Тобольской губернии.

## Описание герба
В щите имеющем красное поле изображен белый Конь бегущий справа налево, имеющий золотые Копыта, опоясанный чёрною подпругою. Щит увенчан дворянскими шлемом и короной. Нашлемник: Топор. Намёт на щите красный, подложенный серебром. Герб рода Великопольских внесён в Часть 3 Общего гербовника дворянских родов Всероссийской империи, стр. 46.

## Известные представители
- Великопольский Терентий — подьячий, описывал земли Белховского уезда (1620).
- Великопольский Гавриил Алексеевич — возвратился из турецкого плена (1623), показал что пленён в бою под Ливнами 35 лет назад, привезён в Крым и продан в Кафу, затем в Царьград, был на каторге 30 лет.
- Великопольский Степан Кузьмич — Одоевский окладчик (1628).
- Великопольский Иван Григорьевич — назначен к приёму хлебных запасов (1654-1656).
- Великопольский Григорий Иванович — взят в плен шведами при Валке (1657).
- Великопольский Григорий — воевода в Изборске (1671)[1].
- Великопольский — прапорщик Калужского пехотного полка, погиб в сражении при Полоцке (06-07 октября 1812), имя его занесено на стену храма Христа Спасителя в г. Москва.
- Великопольский Григорий Николаевич — подпоручик лейб гвардии Финляндского полка, погиб в Бородинском сражении (26 августа 1812), имя его занесено на стену храма Христа Спасителя.[2]